# USS Mason (DE-529)
USS Mason (DE-529) là một tàu hộ tống khu trục lớp Evarts được Hải quân Hoa Kỳ chế tạo trong Chiến tranh Thế giới thứ hai. Nó là chiếc tàu chiến thứ hai của Hải quân Mỹ được đặt theo tên Thiếu úy Hải quân Newton Henry Mason (1918-1942), phi công phục vụ cùng Liên đội Tiêm kích VF-2 thuộc tàu sân bay Lexington (CV-2), đã tử trận trong Trận chiến biển Coral vào ngày 8 tháng 5, 1942 và được truy tặng Huân chương Chữ thập Bay Dũng cảm. Nó đã phục vụ cho đến khi chiến tranh kết thúc, xuất biên chế vào ngày 12 tháng 10, 1945 và xóa đăng bạ vào ngày 1 tháng 11, 1945. Con tàu bị bán để tháo dỡ vào năm 1947.

## Thiết kế và chế tạo
Những chiếc thuộc lớp tàu khu trục Evarts có chiều dài chung 289 ft 5 in (88,21 m), mạn tàu rộng 35 ft 1 in (10,69 m) và độ sâu mớn nước khi đầy tải là 8 ft 3 in (2,51 m). Chúng có trọng lượng choán nước tiêu chuẩn 1.140 tấn Anh (1.160 t); và lên đến 1.430 tấn Anh (1.450 t) khi đầy tải. Hệ thống động lực bao gồm bốn động cơ diesel General Motors Kiểu 16-278A nối với bốn máy phát điện để vận hành hai trục chân vịt; công suất 6.000 hp (4.500 kW) cho phép đạt được tốc độ tối đa 21 kn (24 mph; 39 km/h), và có dự trữ hành trình 4.150 nmi (4.780 mi; 7.690 km) khi di chuyển ở vận tốc đường trường 12 kn (14 mph; 22 km/h).
Vũ khí trang bị bao gồm ba pháo 3 in (76 mm)/50 cal trên tháp pháo nòng đơn có thể đối hạm hoặc phòng không, một khẩu đội 1,1 inch/75 caliber bốn nòng và chín pháo phòng không Oerlikon 20 mm. Vũ khí chống ngầm bao gồm một dàn súng cối chống tàu ngầm Hedgehog Mk. 10 (có 24 nòng và mang theo 144 quả đạn); hai đường ray Mk. 9 và tám máy phóng K3 Mk. 6 để thả mìn sâu.
Mason được đặt lườn tại Xưởng hải quân Boston ở Boston, Massachusetts vào ngày 14 tháng 10, 1943. Nó được hạ thủy vào ngày 17 tháng 11, 1943; được đỡ đầu bởi bà David Mason, mẹ Thiếu úy Mason, và nhập biên chế vào ngày 20 tháng 3, 1944 dưới quyền chỉ huy của Hạm trưởng, Thiếu tá Hải quân William M. Blackford.
Mason là một trong số hai tàu chiến của Hải quân Hoa Kỳ hoạt động trong Thế Chiến II có thành phần thủy thủ đoàn đa số là người da màu; chiếc kia là chiếc tàu săn ngầm USS PC-1264. Hai con tàu này được biên chế với thủy thủ đoàn người Mỹ gốc Phi, nhờ vào sự kêu gọi trong một bức thư mà Tổng thống Franklin D. Roosevelt gửi cho Hiệp hội Quốc gia vì Sự thăng tiến của người da màu (NAACP: National Association for the Advancement of Colored People) vào giữa tháng 12, 1941.

## Lịch sử hoạt động
Sau khi hoàn tất việc chạy thử máy huấn luyện tại vùng biển Bermuda, Mason khởi hành từ Charleston, South Carolina vào ngày 14 tháng 6, 1944 để hộ tống một đoàn tàu vận tải đi sang Châu Âu, đi đến cảng Horta, Azores vào ngày 6 tháng 7 trước khi đi đến vùng biển quần đảo Anh. Nó rời Belfast, Bắc Ireland vào ngày 26 tháng 7 để quay trở về Hoa Kỳ, về đến Boston vào ngày 2 tháng 8. Con tàu tiếp tục hoạt động hộ tống vận tải tại chỗ cho đến hết tháng 8, rồi đi đến thành phố New York vào ngày 2 tháng 9. Nó rời cảng này vào ngày 19 tháng 9 để hộ tống cho Đoàn tàu NY 119, và cùng một bộ phận của đoàn tàu này đi đến Falmouth, Cornwall vào ngày 18 tháng 10. Nó xuất phát từ Plymouth, Anh cho hành trình quay trở về, đi ngang qua Azores trước khi về đến New York vào ngày 22 tháng 11.
Trong khi hộ tống cho Đoàn tàu NY 119 tại Bắc Đại Tây Dương, Mason đã phải chịu đựng một cơn bão lớn và bị những hư hỏng cấu trúc. Thủy thủ đoàn đã nỗ lực tự sửa chữa đồng thời vẫn có thể hỗ trợ cứu giúp các tàu khác trong đoàn tàu.
Gia nhập Lực lượng Đặc nhiệm 64 tại Norfolk, Virginia vào ngày 17 tháng 12, Mason lên đường hai ngày sau đó để hộ tống một đoàn tàu vận tải đi sang Châu Âu, và đi ngang Gibraltar vào ngày 4 tháng 1, 1945, nơi nó được thay phiên trong vai trò hộ tống. Nó tiếp tục đi đến Oran, Algeria vào ngày 5 tháng 1, và gia nhập Đội đặc nhiệm 60.11. Khởi hành từ Oran vào ngày 7 tháng 1 để quay trở về Hoa Kỳ, bốn ngày sau đó nó bắt được tín hiệu một tàu nổi trên màn hỉnh radar, nên đã chuyển hướng và đi hết tốc độ để tấn công mục tiêu nghi ngờ là một tàu ngầm đối phương. Tuy nhiên nó mất dấu mục tiêu nên đã quay lại vị trí phát hiện ban đầu, và dùng đèn pha tìm kiếm phát hiện được một con tàu gỗ 100 ft × 50 ft (30 m × 15 m) vô chủ đang trôi nổi trên biển. Con tàu đi đến Bermuda để sửa chữa, đi đến cảng St. George's vào ngày 19 tháng 1. Nó về đến Xưởng hải quân New York năm ngày sau đó.

Các thủy thủ của USS Mason khi con tàu nhập biên chế tại Xưởng hải quân Boston, ngày 20 tháng 3, 1944.

Rời Norfolk vào ngày 12 tháng 2, Mason hộ tống một đoàn tàu vận tải khác đi sang Địa Trung Hải, đi đến ngoài khơi Gibraltar vào ngày 28 tháng 2. Nó lại khởi hành từ Oran vào ngày 8 tháng 3 để hộ tống một đoàn tàu quay trở về Bermuda, và đi đến vịnh Chesapeake trước khi về đến New York vào ngày 24 tháng 3. Con tàu thực hành sonar tại vùng biển ngoài khơi New London, Connecticut, và huấn luyện dẫn đường tiêm kích cùng máy bay hải quân từ Quonset Point, Rhode Island, trước khi lên đường từ Norfolk vào ngày 10 tháng 4 cùng một đoàn tàu vận tải khác hướng sang Châu Âu. Bàn giao đoàn tàu vận tải tại Gibraltar vào ngày 28 tháng 4, chiếc tàu đã rời Oran được hai ngày và đang trên đường quay trở lại vùng bờ Tây, khi chiến tranh kết thúc tại Châu Âu vào ngày8 tháng 5.
Về đến New York vào ngày 23 tháng 5, Mason hoạt động dọc theo vùng bờ Đông cho đến tháng 7. Nó đã phục vụ như một tàu huấn luyện tại Miami, Florida từ ngày 28 tháng 7 đến ngày 18 tháng 8, rồi đi đến New London vào ngày 20 tháng 8 để được trang bị nhằm thử nghiệm tín hiệu dưới nước tầm xa tại khu vực Bermuda cho đến tháng 9. Nó rời Bermuda vào ngày 8 tháng 9 để đi Charleston, đến nơi hai ngày sau đó. Mason được cho xuất biên chế vào ngày 12 tháng 10, 1945 và được rút tên khỏi danh sách Đăng bạ Hải quân vào ngày 1 tháng 11, 1945. Con tàu bị bán để tháo dỡ tại New Jersey vào ngày 18 tháng 3, 1947.
Tàu khu trục tên lửa USS Mason (DDG-87) thuộc lớp Arleigh Burke, nhập biên chế năm 2003, được đặt cái tên này nhằm vinh danh những thủy thủ da màu từng phục vụ trên Mason (DE-529).

## Phần thưởng[3]
|  |  |  |

| Huân chương Chiến dịch Hoa Kỳ | Huân chương Chiến dịch Châu Âu-Châu Phi-Trung Đông | Huân chương Chiến dịch Châu Âu-Châu Phi-Trung Đông | Huân chương Chiến thắng Thế Chiến II |